# 狭叶倭竹
狭叶倭竹（学名：Shibataea lanceifolia）为禾本科倭竹属下的一个种。

## 扩展阅读
- 維基物種上的相關：狭叶倭竹